# Leandro Santos
Leandro Henrique Sousa Santos (Barreiro, Portugal, 28 de septiembre de 2005) es un futbolista portugués que juega de defensa en el S. L. Benfica de la Primeira Liga.

## Trayectoria
Es canterano del club de su localidad G. D. Fabril, antes de pasar a la cantera del S. L. Benfica "B" en 2017. El 9 de octubre de 2019 firmó su primer contrato de desarrollo con el Benfica. El 21 de febrero de 2022 firmó su primer contrato profesional con el club. El 22 de marzo de 2024 prolongó su contrato con el Benfica. En la temporada 2024-25 fue ascendido al S. L. Benfica "B" de la Liga Portugal 2, y entrenó con el equipo absoluto en noviembre de 2024. Debutó con el primer equipo del Benfica como suplente en la Copa de Portugal por 7-0 contra el C. F. Estrela da Amadora el 24 de noviembre de 2024.

## Selección nacional
Es internacional juvenil con Portugal, y fue convocado por primera vez para una concentración de la selección de Portugal sub-20 en octubre de 2024.

## Estadísticas

### Clubes
Actualizado al último partido disputado el 8 de marzo de 2025.
| Club                       | Div.          | Temporada     | Liga  | Liga  | Copas nacionales | Copas nacionales | Copas internacionales | Copas internacionales | Total | Total |
| Club                       | Div.          | Temporada     | Part. | Goles | Part.            | Goles            | Part.                 | Goles                 | Part. | Goles |
| -------------------------- | ------------- | ------------- | ----- | ----- | ---------------- | ---------------- | --------------------- | --------------------- | ----- | ----- |
| S. L. Benfica "B" Portugal | 2.ª           | 2024-25       | 15    | 0     | —                | —                | —                     | —                     | 15    | 0     |
| S. L. Benfica "B" Portugal | Total club    | Total club    | 15    | 0     | 0                | 0                | 0                     | 0                     | 15    | 0     |
| S. L. Benfica Portugal     | 1.ª           | 2024-25       | 3     | 0     | 1                | 0                | 0                     | 0                     | 4     | 0     |
| S. L. Benfica Portugal     | Total club    | Total club    | 3     | 0     | 1                | 0                | 0                     | 0                     | 4     | 0     |
| Total carrera              | Total carrera | Total carrera | 18    | 0     | 1                | 0                | 0                     | 0                     | 19    | 0     |